# Temple protestant du Saint-Esprit de Paris
Pour les articles homonymes, voir Temple protestant du Saint-Esprit.
Le temple protestant du Saint-Esprit, dit « Roquépine » est un édifice religieux situé dans le 8e arrondissement de Paris, 5 rue Roquépine, au croisement avec le 14 rue d'Astorg. La paroisse est membre de l'Église protestante unie de France.

## Histoire
Le temple protestant du Saint-Esprit est inauguré sous le Second Empire, le 3 décembre 1865, par Athanase Josué Coquerel et Henri Grandpierre, désigné par le Consistoire protestant. Il prend place dans un quartier en pleine mutation, à proximité de l'église Saint-Augustin, construite en 1859 et 1871 à l'intersection des nouveaux boulevard Malesherbes et boulevard Haussmann. Le préfet de la Seine, le baron Haussmann, et l'architecte Victor Baltard, responsable du service d’architecture de la ville de Paris, tous deux protestants luthériens, prennent soin d'aménager des lieux de culte pour la communauté protestante, récemment émancipée,. La chapelle protestante de la rue Saint-Lazare est détruite lors de la construction de l'église de la Sainte-Trinité par l'architecte Théodore Ballu, et un temple est projeté dans le quartier.
Le conseil municipal de Paris achète le terrain en 1862 sur ordre du préfet. La rue Roquépine porte le nom de l’ancien propriétaire du terrain, lieutenant général sous Louis XV. Théodore Ballu est chargé des travaux, assisté de l'architecte Paul-Louis Renaud. L'édifice inclut une école, les logements des instituteurs et du gardien, un grand presbytère, et une maison paroissiale avec des salles de réunion pour le conseil presbytéral et le diaconat,,. Il est mitoyen de l'hôtel de Saint-Paul, au no 3, construit à la même époque par l'architecte Henri Parent pour le collectionneur d'art protestant Édouard André, avant son déménagement dans ce qui deviendra le musée Jacquemart-André.
Le premier pasteur de la communauté est Ernest Dhombres, jusqu'en 1894. Le 6 juin 1872, le temple du Saint-Esprit accueille le synode général des Églises réformées de France, présidé par François Guizot, le premier autorisé officiellement depuis 1659. Il révèle une fracture en les protestants libéraux et les « évangéliques », ou « orthodoxes » , issus du Réveil protestant. Ces derniers réclament une profession de foi adaptée des Cinq solae et de la Confession de La Rochelle, de 1571, tandis que les libéraux s'opposent à tout dogmatisme. Symboliquement, le synode qui consacre la réunification de l'Église réformée de France a lieu aussi dans la paroisse, en 1938.
En 1960 est créé le chœur de la paroisse, « Per Cantum ». Deux pasteurs de la paroisse sont devenus après leur passage au temple du Saint-Esprit présidents de la Fédération protestante de France, Jean-Arnold de Clermont de 1999 à 2007 et François Clavairoly de 2013 à 2022.

## Architecture

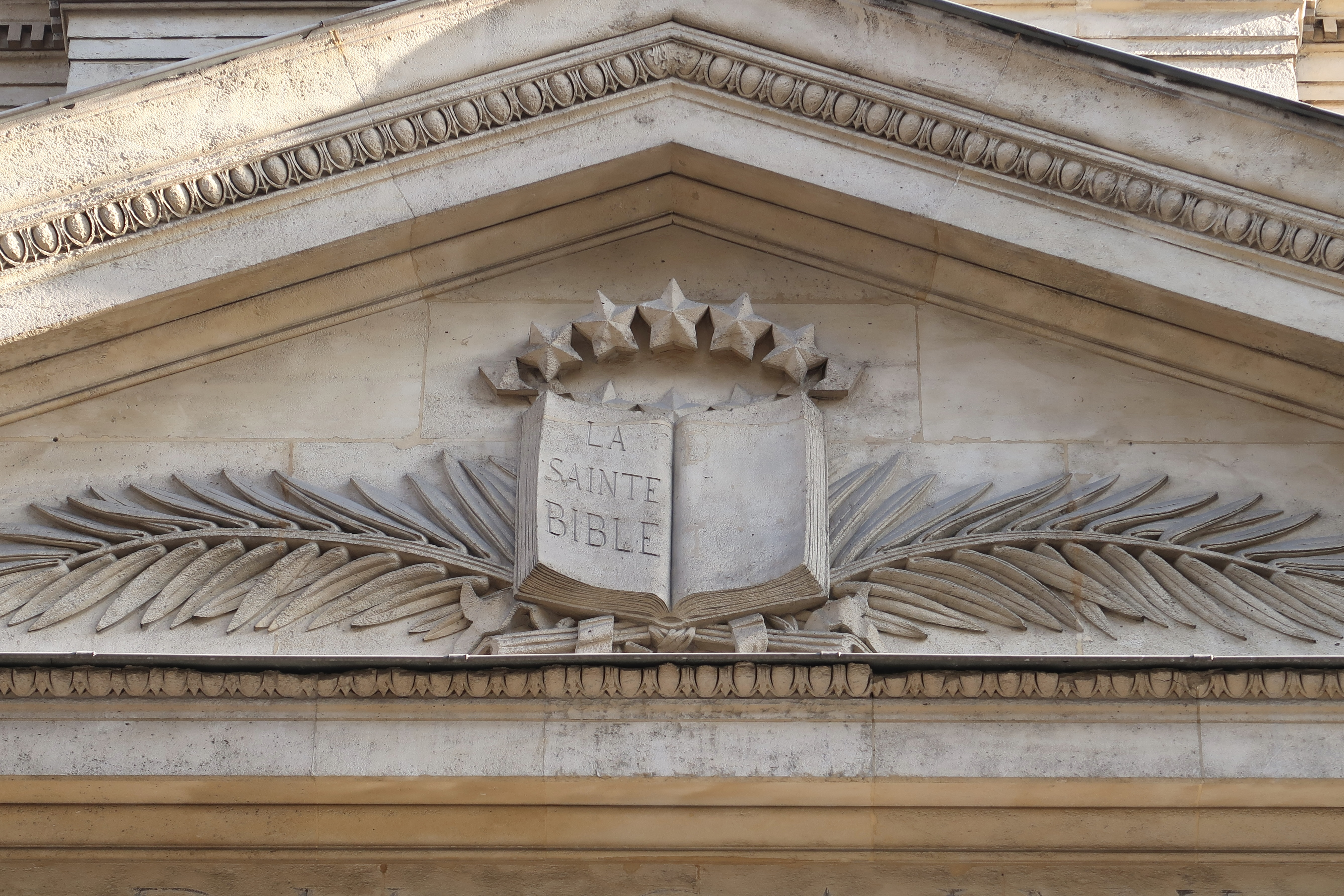
Relief du fronton.

L'édifice est de style néo-classique. Le fronton porte un bas-relief avec une Bible ouverte, symbole traditionnel des temples protestant. Elle est entourée de palmes et surmontée de douze étoiles disposées en cercle. Sur l’entablement est gravé « Église du Saint-Esprit ». Les trois portes d’entrée sont encadrées par des pilastres doriques et des colonnes ioniques. Un simple campanile dépasse de la façade.

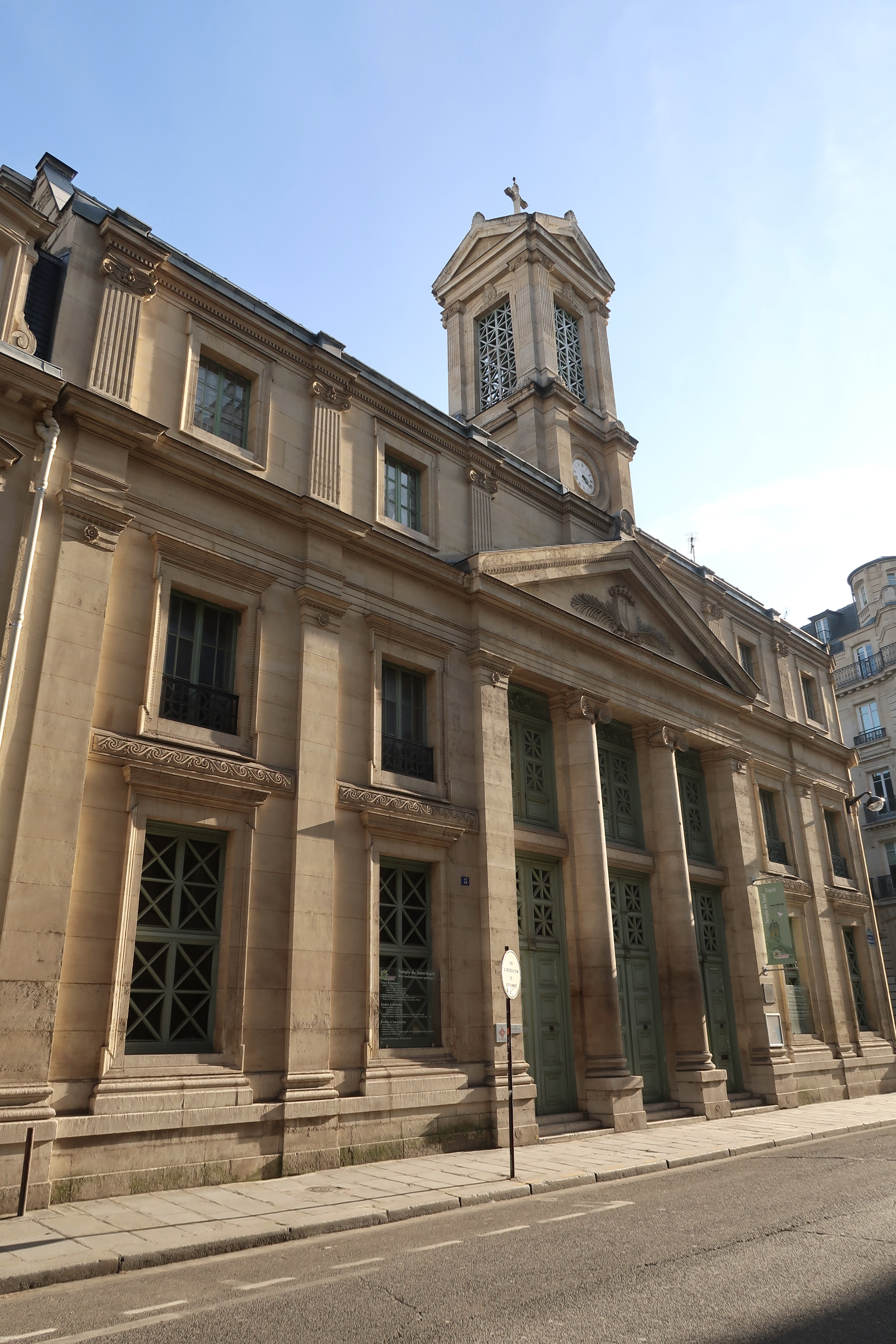
Façade.
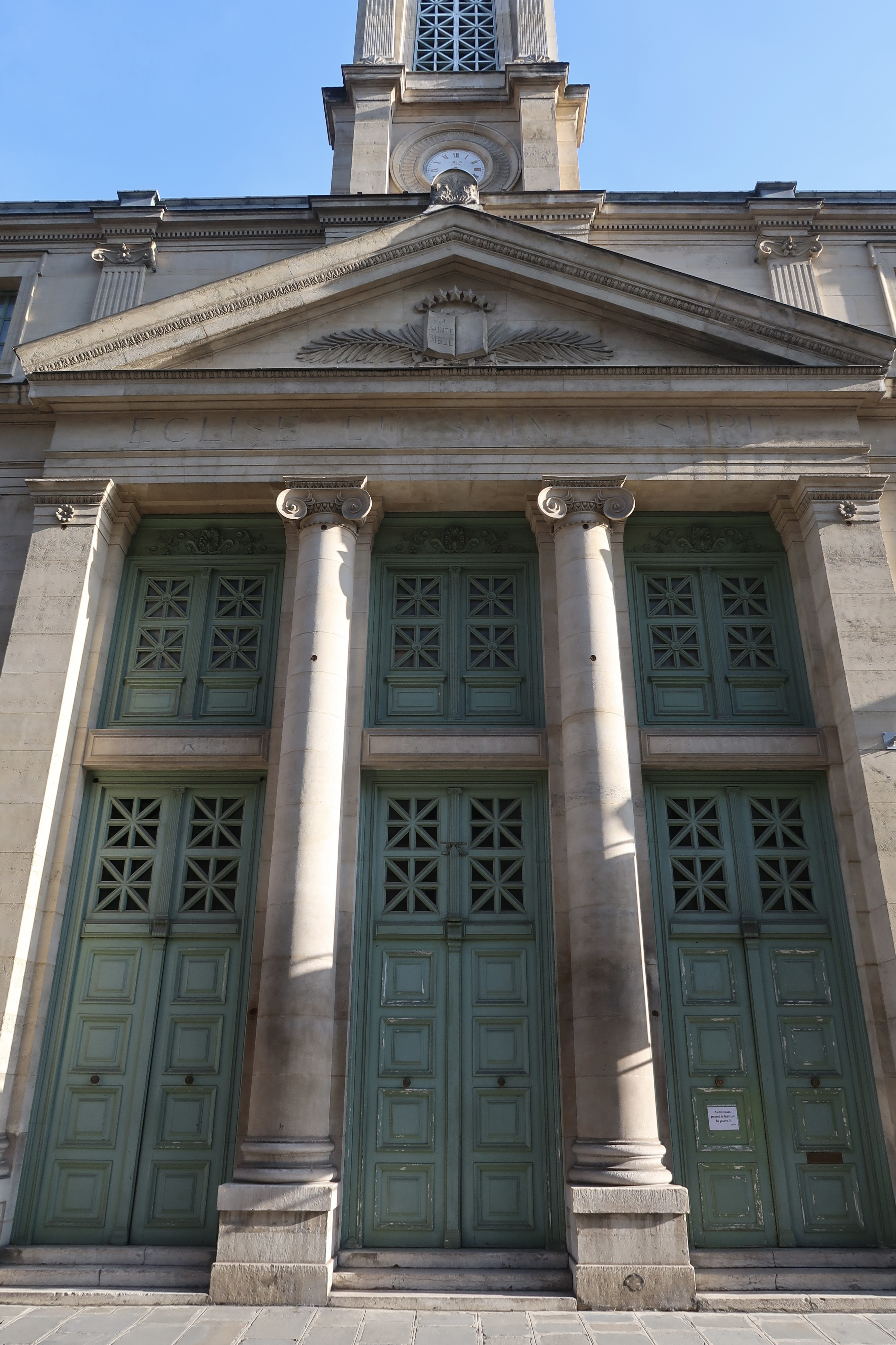
Entrée.
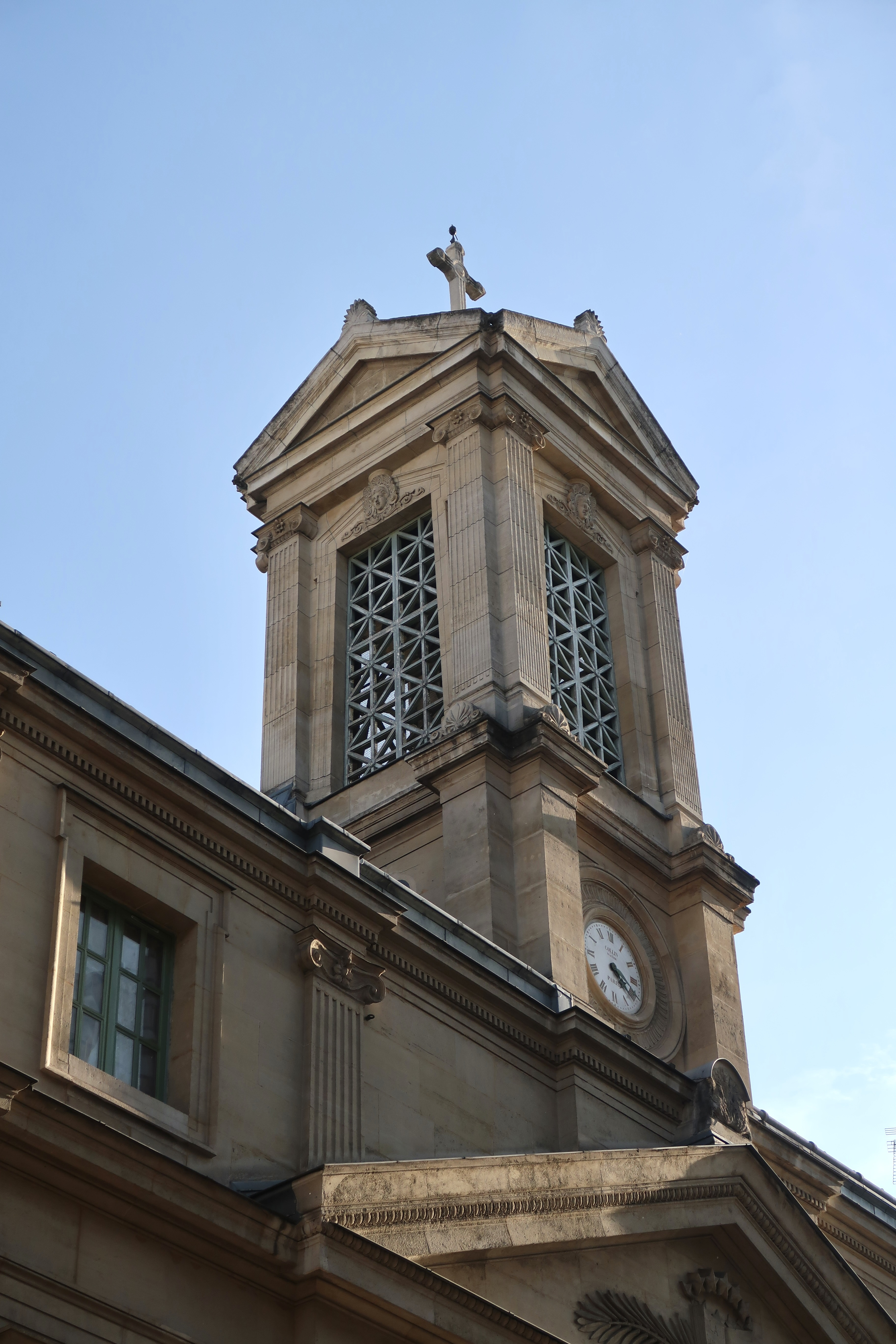
Clocher.

La nef, qui peut accueillir 700 personnes, est de forme octogonale allongée, sur le modèle du temple protestant de La Rochelle du XVIe siècle. Une grande verrière illumine le temple. En verre blanc à l'origine, sur le modèle des Halles Baltard, elle est remplacée en 1905 par un vitrail coloré non-figuratif par l'architecte Charles Letrosne. Elle inspirera la construction du temple protestant du Foyer de l'Âme en 1907.
La chaire et le baptistère proviennent de l'ancienne chapelle protestante de la rue Saint-Lazare. Des versets bibliques sont inscrits sur de grands panneaux de marbre. Un orgue Merklin-Schütze est monté en 1865. L'orgue actuel est fabriqué en 1898 par Charles Mutin. Il dispose de 14 jeux.

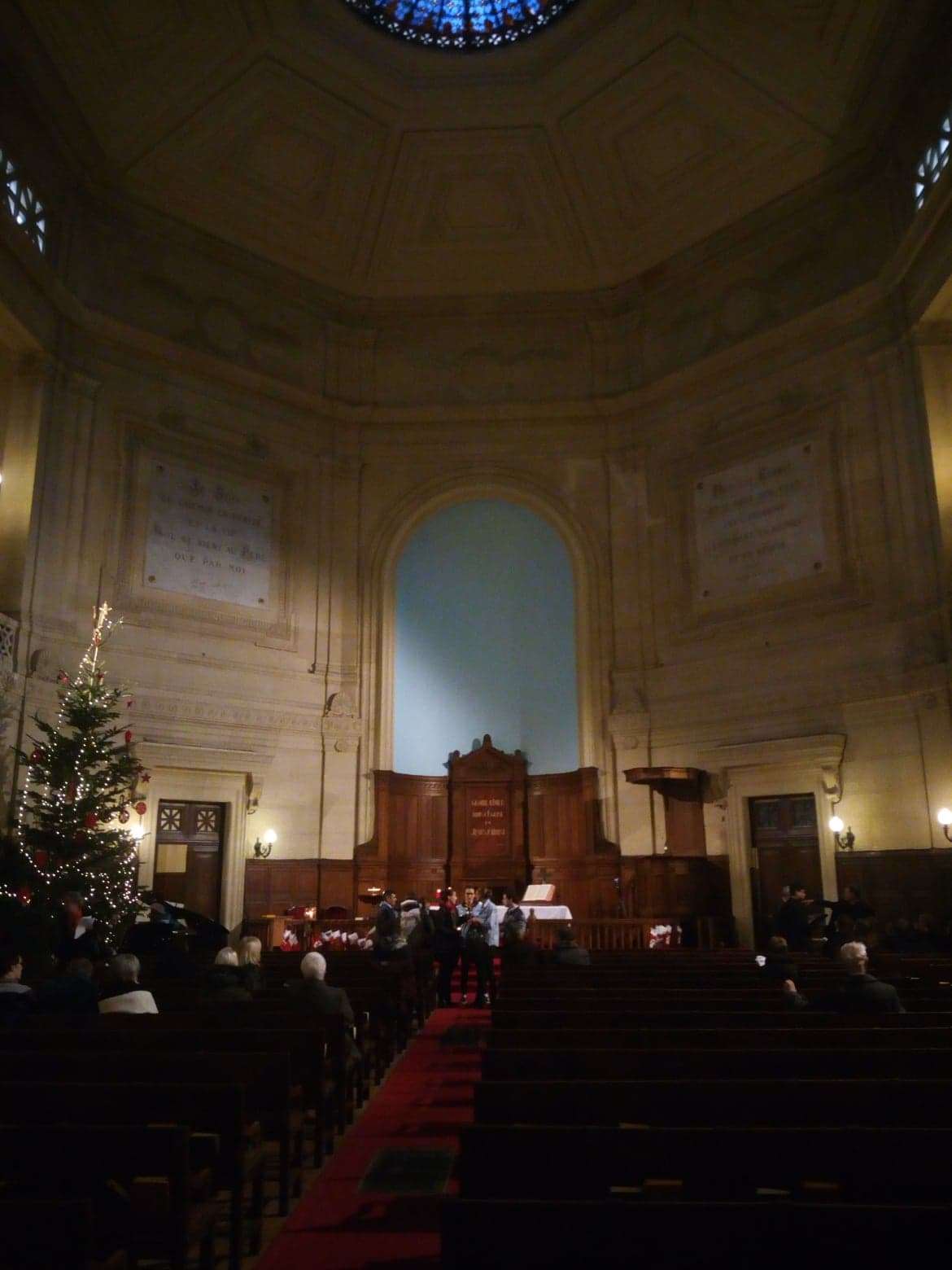
Nef.
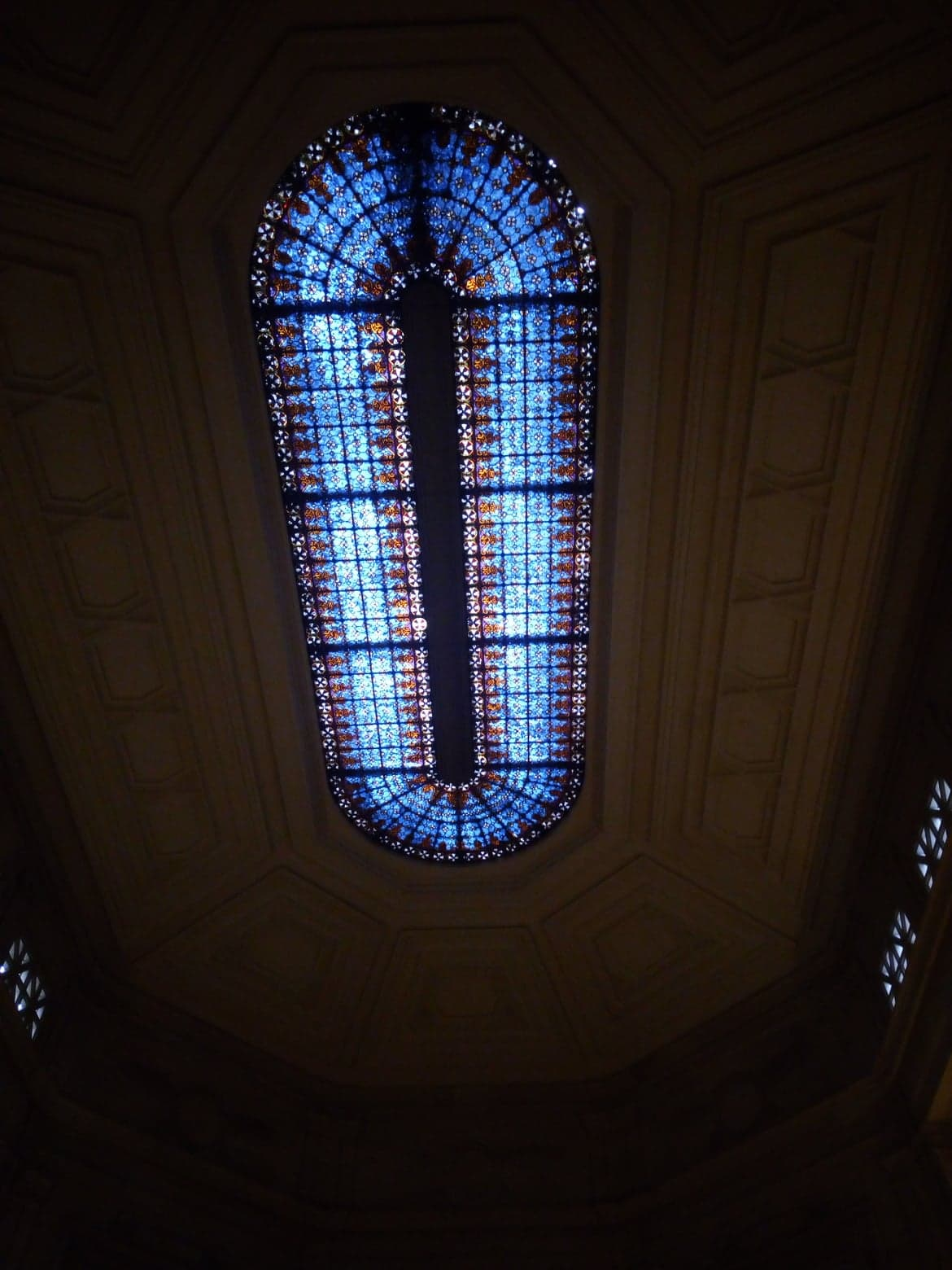
Verrière.
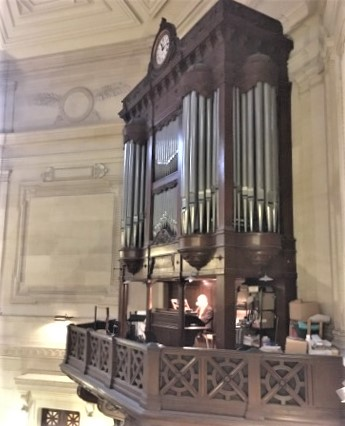
Orgue.